# Spider-Man (personaje de Ultimate Marvel)
Spider-Man (Peter Parker) es un superhéroe ficticio que aparece en los cómics estadounidenses publicados por Marvel Comics. Es una versión alternativa de Spider-Man, un personaje creado por primera vez por Stan Lee y Steve Ditko en 1962. La última versión del personaje se originó en Ultimate Marvel, una línea de libros creada en el año 2000 que se establecen en un universo paralelo con un Continuidad narrativa separada e independiente de la continuidad principal de las historias de Marvel Comics que comenzaron en los años sesenta. Ultimate Spider-Man, el primer y principal título de la línea Ultimate, fue creado por el escritor Brian Michael Bendis y el artista Mark Bagley, y debutó con Ultimate Spider-Man # 1 (octubre de 2000), que presentó la primera aparición de la versión Ultimate del personaje.

## Biografía del personaje ficticio
Peter Parker quedó huérfano a una edad temprana y fue criado por el hermano de su padre, Ben Parker, y su esposa May Parker. Peter pronto creció para ser un estudiante extremadamente brillante, pero también era un marginado, frecuentemente acosado por Flash Thompson y Kenny "King Kong" McFarlane. En un viaje de campo a Oscorp, fue mordido por una araña que fue alterada por una droga, lo que le dio habilidades de araña. Norman Osborn descubrió esto y usó la misma droga para alterarse a sí mismo, pero este experimento salió mal y lo convirtió en un ser parecido a un Duende. Peter usó sus poderes para obtener ganancias personales, como su contraparte estándar, y luego su tío fue asesinado por un ladrón al que dejó escapar. Peter se comprometió a seguir el lema de su padre / tío: "Un gran poder conlleva una gran responsabilidad", y después de descifrar una fórmula que su padre inventó para un compuesto similar al pegamento, agregó la telaraña a su arsenal como Spider-Man.
Spider-Man luego tuvo su encuentro con el Duende Verde que desapareció en el río después de su derrota. Peter Parker más tarde consiguió un trabajo como el lanzaredes para el Daily Bugle al ser contratado por J. Jonah Jameson. Más tarde, le confesó su identidad a Mary Jane Watson y formaron una relación amorosa. Peter Parker más tarde conoció a Gwen Stacy, que comenzó a presionar la relación actual de Spider-Man con Mary Jane Watson.
Duende Verde es luego aprehendido y encarcelado en el Triskelion junto al Doctor Octopus, Electro, Kraven el Cazador y Hombre de Arena. Escapan del Triskelion y comienzan la formación de los Seis Siniestros. Sobre el Duende Verde amenazando con dañar a la tía May, Spider-Man se une a regañadientes con los últimos seis, donde atacan a la Casa Blanca. Cuando el Capitán América confirma que la tía May está segura, Spider-Man ayuda a los Ultimates a pelear con los Ultimate Six.
En un encuentro posterior con Nick Fury, Spider-Man descubrió que Nick Fury descubrió su identidad secreta al encontrar pruebas que incluían imágenes de la araña que mordió a Peter Parker y el hecho de que el Doctor Octopus estaba despotricando en su celda de que Peter Parker es Spider-Man.
Durante la historia de "Ultimatum", Peter y aquellos en su vida sobreviven a la Ultimátum Wave causada por Magneto, donde Peter se convierte en Spider-Man para ayudar a salvar a los civiles que se ahogan. Mientras Spider-Man hacía actos heroicos, J. Jonah Jameson comenzó a publicar sus actos heroicos. Mientras trabajan con Hulk, encuentran el cuerpo de Daredevil, que se convirtió en una de las víctimas de Ultimátum Wave. Cuando los dos llegaron a las ruinas del Sanctum Sanctorum, Spider-Man y Hulk encuentran una grieta abierta donde Dormammu y diferentes demonios están surgiendo en el momento en que el Doctor Strange estaba poseído por Pesadilla. Cuando Hulk causó una explosión durante la lucha, Spider-Man quedó atrapado en la explosión. Tras la muerte de Magneto, los Ultimates encuentran a Spider-Man inconsciente mientras buscan sobrevivientes.
Como Spider-Man ya no tenía problemas con la policía después del incidente de Ultimátum Wave, Peter Parker tuvo que trabajar temporalmente en la Burger Frog cuando el Daily Bugle se cerró temporalmente durante el incidente de Ultimátum Wave.
Durante la historia de "La Muerte de Spider-Man", Spider-Man descubre que Norman Osborn ha reformado los Ultimate Six con Buitre en lugar de Spider-Man. Mientras los buscaba después de la muerte del Doctor Octopus, Spider-Man se lanzó frente al Capitán América cuando fue atacado por Punisher y recibió un disparo. Al vendar la herida, Spider-Man luchó contra los Ultimate Six, donde lo hirieron más. Antes de que Electro pueda atacar a Spider-Man, la tía May le disparó lo suficiente para descargar energía que eliminó a Kraven el Cazador, Hombre de Arena y Buitre. Spider-Man y Duende Verde continuaron su lucha que llevó a una matanza mutua. Antes de morir, estaba rodeado de la tía May, Mary Jane, Antorcha Humana, y Gwen Stacy como Spider-Man citó que los salvó donde no pudo salvar al tío Ben. Mientras Mary Jane acunaba el cuerpo sin vida de Spider-Man, la tía May, Mary Jane Watson y Antorcha Humana lloraban incontrolablemente mientras que el cadáver de Norman Osborn se veía con una sonrisa de suficiencia en la que murió sabiendo que había ganado.
Durante la historia de "Ultimate Fallout", el público se dio cuenta de que Peter Parker era Spider-Man, ya que Daily Bugle fue el primero en publicar las noticias sobre la muerte de Spider-Man. Cuando llegó el momento de su funeral, Tony Stark pagó por el funeral mientras el Capitán América se acercaba a la tía May con remordimiento por el hecho de haberse culpado a sí mismo por la muerte de Spider-Man. Thor afirmó que vio el espíritu de Peter Parker en Valhalla. Al mismo tiempo, se muestra que un niño afroamericano / latino llamado Miles Morales ha desarrollado poderes de araña y usa una copia del traje de Spider-Man para derrotar a Canguro. Nick Fury incluso se culpó a sí mismo por la muerte de Spider-Man cuando visita a Mary Jane.
Algún tiempo después, Peter Parker se despertó en un laboratorio abandonado y regresó a la ciudad de Nueva York, donde se reunió con Mary Jane Watson. Para investigar si Peter Parker todavía está muerto, fueron a su tumba para descubrir que alguien sacó su cuerpo de su tumba. Sin querer sorprender a la tía May, Peter Parker fue a buscar sus lanzadores web del apartamento de Miles Morales solo para que Miles entrara a su habitación. Ambos pelearon por el papel de contarle a la tía May, lo que lleva a Peter Parker a noquear a Miles Morales y escapar con sus lanzaredes. Luego regresó cuando vio a Miles Morales pelear con un revuelto Duende Verde. La intervención de Peter sobre el Duende Verde que intentó matar a Miles Morales sorprendió a los que presenciaron su regreso. Se descubrió que la Fórmula Oz que afectó a Peter Parker y Norman Osborn les dio la inmortalidad de Maria Hill, Peter Parker se retiró como Spider-Man y le dio sus lanzaredes a Miles mientras planeaba descubrir cómo volvió a la vida.
Siguiendo la trama de Secret Wars, la Tierra-1610 fue restaurada y Peter Parker retomó el manto de Spider-Man. Después de ayudar a los Ultimates a luchar contra el Duende Verde, Peter Parker asistió a una fiesta que dio la bienvenida a Kenny McFarland a su hogar desde el ejército.

## Poderes, Habilidades y Equipamiento

### Poderes y Habilidades
Peter Parker se convirtió en Spider-Man cuando una araña alterada genéticamente lo mordió, causando que casi muriera y luego desarrollara superpoderes. Hasta ahora, Spider-Man se ha establecido como teniendo:
- La capacidad de aferrarse a las paredes.
- Un sexto sentido (apodado "Sentido Arácnido") que alerta a Spider-Man sobre el peligro que se avecina.
- Increíble equilibrio, agilidad y habilidades de salto.
- Fuerza sobrehumana y durabilidad. Aunque hay rumores de que no es tan fuerte como su contraparte en la continuidad oficial (aunque, previamente ha demostrado tener suficiente fuerza para lanzar un taxi de Nueva York en Hulk).

#### Trepamuros
Spider-Man ganó la habilidad de adherirse a una superficie usando sus manos y pies. Su capacidad para pegarse a los objetos es aparentemente consciente, es decir, accidentalmente sacó pedazos de yeso cuando tuvo una discusión acalorada con su tía y su tío. Parece que no tiene la capacidad de pegar ninguna parte de él a paredes que no sean sus manos y pies, pero no se ha revelado oficialmente. Muchos personajes encuentran esta habilidad de su repugnante, la mayoría es Wolverine de los X-Men.

#### Sentido Arácnido
El poder más sutil de Spider-Man es su sentido de araña. Una forma de clarividencia o sexto sentido, se activa y alerta inconscientemente de cualquier amenaza para sí mismo, que se manifiesta como un pinchazo en la parte posterior de su cuello. Si bien no puede decirle la naturaleza exacta de la amenaza, es vagamente direccional y Spider-Man puede juzgar la gravedad de la amenaza por la intensidad del hormigueo.
Spider-Man no solo alerta sobre sus amenazas a su seguridad física, sino que también le advierte sobre amenazas a su privacidad, como ser observado mientras se cambian las identidades. Spider-Man también usa el sentido araña como un medio para programar sus maniobras evasivas hasta el punto en que pueda evitar los disparos. Cuando se combina con sus reflejos sobrehumanos y su agilidad, esto lo convierte en un blanco extremadamente difícil de disparar en combate y formidable en lugares cerrados.
A diferencia de la continuidad oficial, Peter puede ser sorprendido siempre y cuando quien lo esté acechando no signifique ningún daño. Esto se revela cuando la Gata Negra se acerca sigilosamente desde atrás y cubre sus ojos. Rara vez se refiere a él como un "Sentido Arácnido", aunque en ocasiones se ha referido a él como tal.
Las líneas onduladas que emanan de la cabeza de Peter a menudo muestran la activación del sentido araña; a veces todo el panel está completamente teñido de rojo (como en la primera vez que lo usa). Además, Venom ha demostrado la capacidad de sobrecargar el Sentido Arácnido de Spidey, o evitarlo por completo, como en la continuidad normal de Marvel.

#### Conocimiento Científico
Aparte de sus habilidades físicas, Peter tiene una aptitud prodigiosa en las ciencias físicas. Tiene una facilidad para la química y la física, pero no es un genio como la versión convencional, solo excepcionalmente brillante. Él diseñó sus propios lanzadores web, pero la fórmula adhesiva era una en la que su padre había estado trabajando, pero en la que se rompió. Él afirmó ser un mejor maestro que sus propios maestros (aunque era un profesor de estudios sociales con el que estaba hablando, no un profesor de ciencias).

### Equipamiento
Aunque tiene pocos recursos financieros, Spider-Man ha desarrollado un equipo personal que juega un papel importante en su carrera de superhéroes.

#### Lanzadores de red
Los lanzadores web de Spider-Man son el rasgo más distintivo del personaje. Son dispositivos montados en la muñeca que disparan un adhesivo fibroso muy similar al material que las arañas usan para construir redes. El gatillo descansa alto en la palma de la mano, pero no requiere un doble toque de los dedos medio y anular para activar, a diferencia de la continuidad oficial. Requiere solo un toque, pero de alguna manera ha encontrado una manera de no golpearlo al hacer un puño.
Su difunto padre trabajó en la fórmula de la propia cinta. Después de luchar contra el crimen durante toda una noche, Peter finalmente resolvió la fórmula y la utilizó para crear sus propias redes. En esta etapa, Peter no parece ser capaz de filmar diferentes tipos de redes, solo una, aunque debe notarse que tampoco la continuidad principal de Marvel, Parker, durante los primeros años de su carrera. Por otra parte, ha demostrado la capacidad de no adherirse a sus propias correas y tener aproximadamente suficientes correas para llenar una sala de estar.

## En otros medios

### Televisión
- Antes de que Spider-Man: The New Animated Series se convirtiera en una continuación suelta de la película de Sam Raimi Spider-Man (2002), la serie originalmente iba a ser una adaptación directa de los cómics de Ultimate Spider-Man. Brian Michael Bendis también trabajó como productor de la serie.
- La serie animada The Spectacular Spider-Man tomó varios elementos de los cómics Ultimate, como que Peter y sus amigos eran adolescentes en la escuela secundaria durante la mayor parte de la serie, su relación personal con Eddie Brock y Spider-Man vincularse con el simbionte mientras se mantuvo en un laboratorio seguro.
- Una serie animada no relacionada del mismo nombre se emitió en los Estados Unidos en Disney XD desde el 1 de abril de 2012 hasta el 7 de enero de 2017. Sin embargo, la apariencia de Peter Parker tiene un parecido sorprendente con la que se muestra en el cómic. El episodio de cuatro partes "The Spider-Verse" también tuvo una variación del universo Ultimate de la serie, que confirmó que Ultimate Peter Parker había muerto luchando contra una amenaza no especificada, mientras que su manto fue ocupado hace mucho tiempo por Miles Morales. Gwen Stacy también era una amiga cercana de él antes de que finalmente se convirtiera en Spider-Gwen.[16][17]

### Película
- Aunque se basa principalmente en el universo de la corriente principal, la película Spider-Man de 2002 utiliza algunos elementos del universo Ultimate, que describe a la araña como una "super araña genéticamente modificada".
- La película de 2012, The Amazing Spider-Man adopta varios elementos del universo Ultimate, con Richard Parker como científico que trabajó para Oscorp, y creó varias arañas diseñadas genéticamente (en los cómics de Ultimate, creó el simbionte Venom como una cura para cáncer), que se utiliza para desarrollar sueros que podrían curar enfermedades genéticas, comisionado por Norman Osborn en particular, que sufría de hiperplasia retroviral. Una araña acaba mordiendo a Peter en la época moderna, su hijo, otorgándole sus superpoderes. La conversación del tío Ben sobre la responsabilidad con Peter es similar, ya que Peter arremetió contra su padre y lo dejó antes de salir corriendo. Además, la muerte del tío Ben es causada por Peter dejando que un ladrón robar de una tienda de comestibles. En la secuela de 2014, The Amazing Spider-Man 2, Electro, Rhino y Harry Osborn / Duende Verde están todos modelados en sus encarnaciones Ultimate Marvel.
- La película de Marvel Studios, Spider-Man: Homecoming adopta varios elementos de la serie de cómics, como un Peter Parker de 15 años, una tía May más joven, la aparición de Liz Allan, la introducción de Aaron Davis y la confirmación de la existencia de Miles Morales en el interior. Tony Stark / Iron Man interpretando el papel del mentor de Parker como en los cómics donde fue uno de los mentores de Parker, y Ned, quien a pesar de su nombre, está casi completamente inspirado en el mejor amigo de Miles, Ganke Lee. Sin embargo, en la película, él es el mejor amigo de Peter, aprendiendo su identidad bastante pronto y actuando como su confidente e incluso como apoyo a la misión. Él también tiene una afinidad por Legos, al igual que Ganke.
- La última versión del universo de Peter Parker aparecerá en la película animada de Sony de 2018, Spider-Man: Un nuevo universo,[18] con la voz de Chris Pine. A diferencia de los cómics, este Peter es rubio, logró cruzar sus años de adolescencia, vivió hasta los 20 años y finalmente se casó con Mary Jane Watson.[19] Durante una batalla con Duende Verde, confía el impulso del acelerador de partículas a Miles Morales antes de ser asesinado por Kingpin.

### Videojuegos
- Un videojuego de Ultimate Spider-Man basado en los cómics del mismo nombre fue lanzado en 2005, con Ultimate Spider-Man con la voz de Sean Marquette.
- Spider-Man: Battle for New York usa el aspecto del universo Ultimate, pero la historia de atrás se parece más al universo principal. James Arnold Taylor expresó a Spider-Man.
- El juego para teléfonos móviles Spider-Man: Toxic City se basa en el estilo y los personajes de los cómics Ultimate.
- Ultimate Marvel es un universo destacado en el juego Spider-Man: Shattered Dimensions, con Josh Keaton retomando su papel como Spider-Man. En el juego, juegas como la versión Ultimate como Spider-Man mientras vistes el traje de simbionte, mientras que Madame Web usa sus poderes para evitar que el traje de simbionte se haga cargo de la mente y el cuerpo de Spider-Man. Sus trajes alternativos son el traje rojo y azul original de Ultimate Spider-Man, Manga Spider-Man de Tierra-2301 y aislado de Tierra-616. Las versiones finales de Carnage, Deadpool y Electro se presentan como jefes.
- Ultimate Spider-Man: Total Mayhem es un juego para productos móviles.

### Atracciones
- Una atracción interactiva basada tanto en el universo Ultimate como en el universo de Marvel se construyó en las cataratas del Niágara como parte de la ciudad de aventuras de superhéroes de Marvel. El viaje tiene pilotos que ayudan a Spider-Man a detener a los villanos disparándolos con láseres. El aspecto de Spider-Man se basa en su versión Ultimate, pero es más viejo y experimentado como su versión principal de Marvel. Los villanos Dr. Octopus, Electro y Lagarto se basan en su apariencia definitiva, mientras que Escorpión se basa en su versión principal del universo. Duende Verde también se basa en su versión Ultimate, pero usa bombas de calabaza y su planeador como su versión de Marvel. Diferentes villanos también hacen camafeos como recortes de cartón que los jinetes pueden disparar. El paseo también parece estar inspirado en la película Spider-Man de 2002 en la que la mayoría de los temas de Spider-Man (Original Motion Picture Score), compuestos por Danny Elfman, se usó en las secciones del paseo. Y Spider-Man detiene al Duende Verde al arrancar cables de su planeador, como lo hizo Spider-Man en la escena del desfile en la película de 2002. El contrato de Marvel con Adventure city expiró y el viaje se rediseñó en una nueva atracción.[20][21][22]